# مورداشوو
مورداشوو (انگلیسی: Murdashevo) یک شهرک در شهرستان استرلیتاماکسکی استان باشقیرستان کشور روسیه است.